# 삼성화재해상보험

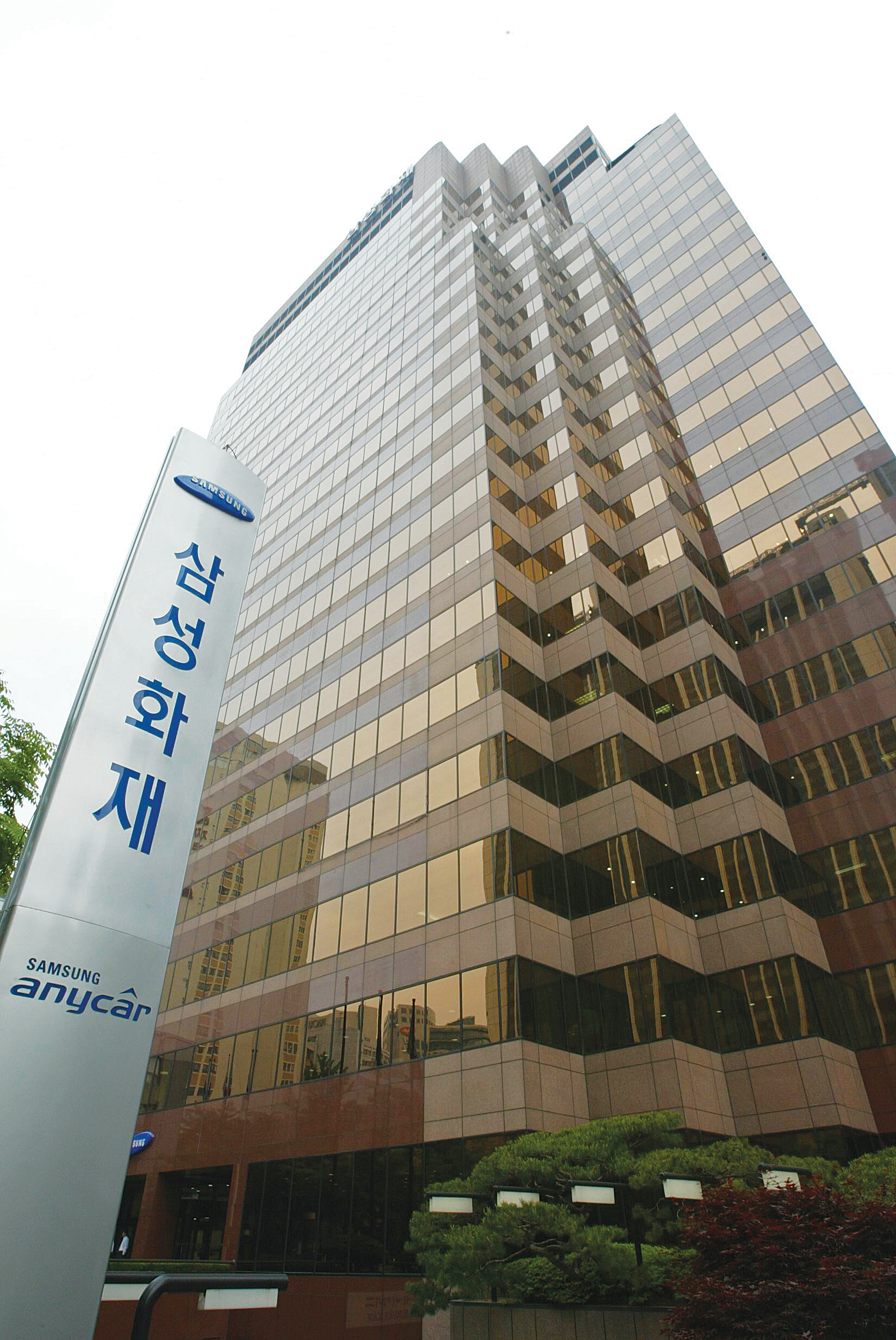
삼성화재 구 본사 사옥

삼성화재해상보험(三星火災海上保險, 영어: Samsung Fire & Marine Insurance)은 삼성그룹의 금융 계열사로 대한민국의 손해보험사이다.

## 연혁
- 1952년 1월: 한국안보화재해상보험으로 설립
- 1958년 2월: 삼성그룹으로 대주주 변경
- 1966년 3월: 사명을 한국안보화재해상재보험에서 안국화재해상보험으로 변경
- 1975년 6월: 증권거래소 상장
- 1983년 10월: 자동차보험 판매 실시
- 1993년 12월: 사명을 안국화재해상보험에서 삼성화재해상보험으로 변경
- 1998년 10월: 삼성화재 손해사정서비스 설립
- 2001년 4월: 중국 상하이지점 개점
- 2003년 4월: 베트남 현지 합작법인 설립
- 2005년 5월: 중국법인 설립
- 2009년 3월: '인터넷 자동차보험 서비스' 개시
- 2009년 4월: 인도사무소 개소
- 2009년 9월: 브라질법인 설립
- 2010년 12월: 두바이사무소 개소
- 2011년 3월: 유럽법인 설립
- 2011년 6월: 미국법인 설립
- 2012년 1월: 싱가포르에 삼성재보험주식회사 설립
- 2016년 9월: 을지로 본사 건물을 부영주택에 매각
- 2016년 12월: 서울특별시 서초구 서초대로74길 14 (서초동)으로 본사 이전
- 2017년 5월: 베트남 손해보험사 PJICO 지분 20% 인수

## 브랜드 전략
삼성화재의 브랜드 슬로건 '당신에게 좋은보험'은 세상의 모든 불안함에 맞서 고객의 오늘을 지키고, 밝고 희망찬 세상을 향해 나아가는
원동력이 되어주는 보험의 본질에 최선을 다하는 보험을 말한다.
브랜드 핵심가치는 착한보험(고객을 바라보는 따뜻한 마음), 맞춘보험(고객에 대한 깊은 관심과 이해), 편한보험(고객을 향한 진심 어린 배려),
밝은보험(고객과 함께하는 긍정의 변화) 4가지로 이를 통해 브랜드 슬로건인 '당신에게 좋은보험'을 설명하고 있다.
또한 삼성화재는 브랜드 에센스인 '좋은 보험'을 통해 브랜드 심볼인 '당신의 봄'을 만들었는데 이는 고객을 제대로, 꼼꼼히, 앞서 보겠다는
'봄(Seeing)'의 자세와 세상의 불안함에 맞서 보다 희망찬 고객의 '봄(Spring)'을 만드는 일에 삼성화재가 최선을 다하겠다는 의지를 담고 있다.

## 해외 진출
현재 해외 7개의 자회사가 있다. 해외 종속회사 중 중국, 인도네시아, 베트남, 유럽, 브라질 등에 설립한 5개 법인 자회사는 각 국가에서 한국계 기업을 중심으로 보험서비스를 제공하고 있으며, 현지 개인 및 기업고객을 대상으로 손해보험 상품 판매를 확대하고 있다. 2011년 6월 관리회사를 별도로 두어야 하는 현지법에 따라 기존에 위탁관리하고 있던 미국지점을 직접 운영하기 위해 미국 관리법인을 설립하였으며, 동년 12월 아시아 중심의 재보험 사업 진출을 위해 싱가포르 법인을 설립하였다.
- 인도네시아법인(1996.11.07)
- 베트남법인 (2002.11.14)
- 중국법인 (2005.04.25)
- 브라질법인 (2009.09.15)
- 유럽법인 (2011.03.30)
- 미국관리법인 (2011.06.23)
- 싱가포르법인 (2011.12.09)

| 국 가      | 법 인 | 지 점 | 사무소 | 합계 |
| ---------- | ----- | ----- | ------ | ---- |
| 인도네시아 | 1     | 0     | 0      | 1    |
| 베트남     | 1     | 1     | 0      | 2    |
| 중국       | 1     | 5     | 1      | 7    |
| 브라질     | 1     | 0     | 0      | 1    |
| 영국       | 1     | 0     | 0      | 1    |
| 미국       | 1     | 1     | 2      | 4    |
| 일본       | 0     | 0     | 1      | 1    |
| 싱가포르   | 1     | 0     | 1      | 2    |
| 두바이     | 0     | 0     | 1      | 1    |
| 인도       | 0     | 0     | 1      | 1    |
| 합계       | 7     | 7     | 7      | 21   |

## 주요 상품

### 일반보험
| 상품      | 대표상품                    | 주요보장                                                                          |
| --------- | --------------------------- | --------------------------------------------------------------------------------- |
| 화재      | 주택, 일반, 공장화재보험    | 화재, 폭발 등으로 인하여 발생하는 재산 손해를 보상                                |
| 해상&항공 | 선박, 항공, 적하보험        | 해상 및 항공/우주 사업으로 인해 발생하는 손해 보상                                |
| 특종      | 기술, 상해, 배상책임보험 등 | 건설, 유통, 생산물 제조 등 산업의 각종 공정에서 발생할 수 있는 다양한 손해를 보상 |

### 장기보험
| 상품     | 대표상품                       | 주요보장 |
| -------- | ------------------------------ | --- |
| 상해질병 | 건강보험 S케어,엄마맘에 쏙드는 | 상해/질병 의료비, 일상생활 배상책임, 상해흉터 복원수술비, 암진단 등 100세까지 보장                                                                               |
| 운전자   | 나만의 파트너                  | 중상해 교통사고 처리지원금, 비용손해 지원, 교통상해 소득보상금, 상해의료비 등 보장                                                                               |
| 통합     | 수퍼플러스                     | 인생의 단계 변화에 따라 보장의 추가가 자유롭고 하나의 보험으로 전 가족구성원의 상해, 암, 질병, 배상책임 등 종합보장이 가능                                       |
| 재물     | 탄탄대로, 행복한 우리집        | 주택화재, 도난손해, 가족의 일상생활 중 발생하는 배상책임 등 보장                                                                                                 |
| 저축     | 수퍼세이브                     | 목돈마련, 생활연금 플랜 등으로 구성되어 수령방식 및 보험기간, 납입기간 선택 가능 및 상해의료비, 입원일당, 배상책임 등 보장 가능. 10년 이상 납입 후 만기시 비과세 |
| 개인연금 | 아름다운 생활                  | 400만원 한도 소득공제, 상해/질병 사망, 최저보증이율 등을 보장하는 세제적격연금                                                                                   |

### 자동차보험
| 대표상품               | 주요 보장 |
| ---------------------- | --- |
| 애니카, 애니카다이렉트 | 대인, 대물, 자차, 자기신체, 무보험차상해 보장 간병비, 자녀교육비, 성형 및 치아보철 등 신체손해특약과 렌트비용지원, 신가보상, 차량신규등록비용 등 차량손해 특약 추가 가능 |

## 사회 공헌
1993년부터 시각장애인의 독립적이고 안전한 보행을 지원하기 위해 안내견을 양성하고 기증하는 '삼성화재 안내견학교'를 운영하고 있다.
삼성화재 안내견학교는 기업이 후원하는 전 세계 유일의 안내견학교이자, 대한민국 보건복지부 인증 안내견 양성기관으로 2023년 9월 기준 총 280두의 안내견을 분양했다.
또한 1993년부터 부모의 교통사고로 인해 생활에 어려움을 겪고 있는 초·중·고등학생을 대상으로 '교통사고 유자녀 지원사업'을 전개하고 있다.
2008년 10월에는 교육부, 장애인먼저실천운동본부와 협약을 맺고 '청소년 장애인식개선 드라마'를 매년 1편씩 제작, 4/20 장애인의 날 KBS에서 방영하고 있으며 전국 중•고등학교에 배포해 장애인식개선 교재로 사용하고 있다.
삼성화재는 국립특수교육원, 장애인먼저실천운동본부와 공동으로 발달장애 청소년 음악캠프와 음악회도 개최하고 있다. (뽀꼬아뽀꼬 음악캠프 및 음악회)
또한 전국 280여개의 임직원 봉사팀을 통해 체계적인 임직원 자원봉사 활동도 운영하고 있다.

## 환경
삼성화재는 2012년 4월부터 전자서명을 도입, 보험계약자에 태블릿PC로 상품을 소개하고 전자청약서에 서명을 하도록 하고 있다. 이 전자서명으로 보험에 가입을 하면 건당 100원씩 고객 이름으로 환경보호기금을 적립하게 된다. 뿐만 아니라 종이 서류 대신 전자서명으로 보험 계약을 하면 맨 처음 내는 보험료를 할인해 주고 에코백도 제공하고 있다. 삼성화재 측은 기존에는 보험계약을 할 때 상품설명서, 청약서 등 평균 30장의 종이를 사용했으나 전자서명을 하면 이 같은 종이 소비를 줄일 수 있다고 보고있다. 또한 삼성화재는 에코-e 전자약관, 에코 마일리지 자동차보험, 자동차부품 재활용특약, 자동차보험 전자서명 등 지속적으로 친환경 보험 상품을 개발하고 있다.
또한 2012년 5월 25일 삼성화재는 에너지경영시스템 국제표준인 ISO50001 인증을 획득했다. ISO50001은 기업의 에너지 절감 계획, 실행, 운영 등에 대한 에너지 경영 국제표준이다. 삼성화재는 환경ㆍ에너지 경영방침을 제정하고 에너지 목표 감축량을 매년 3%로 설정해 전 사옥의 에너지 사용량을 관리하고 임직원에게 환경ㆍ에너지 교육을 할 계획이다.
삼성화재는 에너지경영시스템을 구축하고서 온실가스 배출량 정보를 공개하고 제3자 검증까지 완료함으로써 국내 금융기관 가운데 가장 선진화한 탄소경영체계를 갖추고 있다고 자평하고 있다.

## 스포츠

### 삼성화재배 월드 바둑마스터스
삼성화재배 월드 바둑마스터스는 KBS와 중앙일보가 공동으로 주최하며, 삼성화재해상보험이 후원하는 전 세계 프로/아마기사에게 열린 최초의 오픈 기전으로서 1996년에 시작되었다. 현재 우승 상금 3억원, 총상금 8억원이라는 규모뿐 아니라 참가 선수 스스로 항공료와 숙박비를 부담하도록 하고 아마추어에게도 출전 자격을 주는 등 파격적인 대회 운영 방식으로도 인상을 남기고 있다.
또한 삼성화재는 중국시장에서 바둑과 관련해서도 사회공헌활동을 하고 있다. 중국 바둑 꿈나무 육성을 위해 상하이 어린이 바둑 승급·승단 대회를 후원한다. 올해부터는 이에 더해 바둑 영재들에게 장학금을 주고, 격오지 학생들에게 바둑용품을 지원하는 사업을 시작할 계획이다.

## 브랜드슬로건
삼성화재의 기업핵심가치(BI)인 혁신 정신을 담고 있는 '씽크 넥스트(think NEXT)'이다.

## 같이 보기
- 삼성그룹